# U-88 (1941)
U-88 — средняя немецкая подводная лодка типа VIIC времён Второй мировой войны.

## История
Заказ на постройку субмарины был отдан 25 января 1939 года. Лодка была заложена 1 июля 1940 года на верфи Флендер-Верке, Любек, под строительным номером 292, спущена на воду 16 августа 1941 года. Лодка вошла в строй 15 октября 1941 года под командованием капитан-лейтенанта Хейно Боманна.

### Флотилии
- 15 октября 1941 года — 30 апреля 1942 года — 8-я флотилия (учебная)
- 1 мая — 30 июня 1942 года — 7-я флотилия
- 1 июля — 12 сентября 1942 года — 11-я флотилия

### История службы
Лодка совершила 3 боевых похода. Потопила 2 судна суммарным водоизмещением 12 304 брт. Потоплена 12 сентября 1942 года при атаке арктического конвоя PQ-18 в Норвежском море к югу от Шпицбергена в районе с координатами 75°04′ с. ш. 04°49′ в. д., глубинными бомбами с британского эсминца HMS Faulknor. 46 погибших (весь экипаж).